# Batalla de Louisbourg
La toma de Louisbourg fue una importante batalla (1758) de la guerra franco-india (como se conoció a la Guerra de los Siete Años en Norteamérica). La victoria británica significió el principio del fin del dominio francés en Norteamérica, que terminó con la caída de Quebec al año siguiente. Los ingleses se habían percatado de que, con Louisbourg bajo control francés, la flota inglesa no podía remontar el río San Lorenzo para atacar Quebec. Ya en 1757 Lord Loudon había liderado un ataque, que falló debido al despliegue naval francés. Sin embargo, el primer ministro William Pitt decidió un nuevo intento con nuevos comandantes.
La misión fue asignada al general Jeffrey Amherst. Acompañando a Amherst fueron Charles Lawrence, James Wolfe y Edward Whitmore. El mando naval se le concedió a Edward Boscawen. El ingeniero en jefe fue John Henry Bastide, que ya había participado en el primer asedio de Louisburg en 1745 y en otros asedios que habían acabado en éxito británico.

## Preparativos de la batalla
Las fuerzas británicas se reunieron en Halifax, Nueva Escocia, donde tanto las tropas de tierra como las navales pasaron todo el mes de mayo entrenando juntos para preparar una gran invasión naval. El 29 de mayo de 1758, una flota de 150 barcos de transporte y 40 navíos de guerra británicos partieron del puerto de Halifax con destino a Louisbourg. Los barcos transportaban a casi 14 000 soldados divididos en tres grupos comandados por Wolfe, Lawrence y Whitmore. El 2 de junio los británicos echaron el ancla en Gabarus Bay, a cinco kilómetros de Louisbourg.
El comandante francés al mando de Louisbourg y gobernador de Isle Royale, el Caballero de Drucour contaba en ese momento con tan solo 3500 militares y marineros de los barcos de guerra que se encontraban en el puerto Entreprenant, Prudent, Bienfaisant, Capricieux, Célèbre. Y a diferencia de lo que había sucedido el año anterior, la flota francesa no tenía posibilidad de reunir un grupo de barcos suficientemente numeroso como para vencer a los británicos. La relación era, por tanto, de gran desventaja para la flota francesa (los ingleses los superaban en una proporción de cinco a uno). Drucour ordenó la construcción de defensas y la formación de baterías de artillería en Kenington Cove. 2000 soldados franceses fueron destinados a defender la Cueva.

## El asedio
Durante la primera semana de junio, el tiempo hizo imposible un desembarco y los ingleses se tuvieron que limitar a bombardear las improvisadas defensas costeras de Gabarus Bay. El tiempo mejoró el 8 de junio y Amherst envió una flotilla de pequeños botes, organizada en tres divisiones comandadas por sus ayudantes. En un principio las defensas francesas fueron muy efectivas y, tras numerosas bajas, Wolfe ordenó la retirada. Pero en el último minuto un grupo de infantería ligera de la división de Wolfe encontró una zona rocosa no defendida por los franceses. Wolfe dirigió allí a su división y desembarcó. Al ser atacados por los flancos, los franceses se retiraron rápidamente hacia la fortaleza.
El asedio fue retrasado debido a la dificultad de transportar el equipamiento por terrenos arenosos y además el mar seguía con grandes olas. Mientras tanto, el 12 de junio, Wolfe fue con 1.200 hombres rodeando el puerto y tomaron el faro, que dominaba la entrada del puerto. Tras 11 días de asedio, el 19 de junio la artillería británica estaba en posición de atacar y comenzó a bombardear a los franceses. los ingleses habían llevado consigo setenta cañones y morteros. En pocas horas habían destruido las murallas y dañado varios edificios.
El 21 de julio una serie de disparos de la artillería inglesa golpeó a un navío de línea francés, el L'Entreprenant, y le prendió fuego. Gracias a la brisa el fuego se extendió por otros dos barcos. L'Entreprenant explotó esa misma tarde. Era el mayor navío francés en Louisbourg.
El 23 de julio los franceses sufrieron otro gran golpe en su moral. Los bombardeos británicos prendieron fuego al cuartel general de la fortaleza, el King's Bastion, que era el mayor edificio de Norteamérica en 1758. La moral se desplomó y los franceses abandonaron cualquier esperanza de escapar del asedio británico.
El 25 de julio, usando una densa niebla para esconderse, el almirante Edward Boscawen envió una patrulla para destruir los barcos franceses del puerto. Eliminaron los dos últimos navíos de línea franceses, abriendo el camino a la flota inglesa para tomar el puerto.

## Rendición
El 26 de julio los franceses se rindieron. Al haber luchado valientemente y haberse defendido con fuerza, los franceses esperaban ser tratados con honores de guerra como ellos habían tratado a los británicos en otras ocasiones. Sin embargo Amherst se negó, acudiendo a las atrocidades cometidas por los nativos americanos aliados de los indios tras las victorias francesas en los Fuertes Oswego y William Henry. Se les obligó a entregar todas sus armas, su equipamiento y sus banderas. Esto causó un gran enfado en Drucour pero, sabiendo que la seguridad de los civiles de Louisbourg dependía de que tomase una buena decisión aceptó los términos de la rendición.
La mezcla de no haber obtenido honores de guerra y tener que entregar sus insignias provocó que muchos hombres prefiriesen negarse a aceptar los términos del tratado y romper sus mosquetes y quemar sus banderas antes que entregárselas a los británicos.
Al año siguiente Louisbourg fue la base de lanzamiento de la expedición de Wolfe a Quebec, que acabó con la toma de la ciudad. Tras ello, los ingleses destruyeron la fortaleza de Louisbourg con explosivos para evitar que pudiera volver a ser usada por los franceses tras un posible tratado de paz.